# Death (metalband)

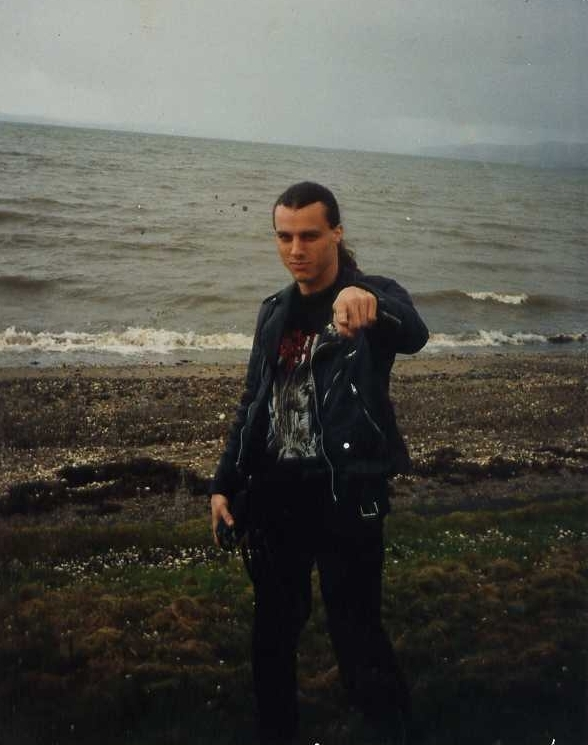
Chuck Schuldiner

Death was een invloedrijke deathmetalband uit Noord-Amerika. De band werd opgericht in 1983 door Chuck Schuldiner, Kam Lee en Frederick DeLillo onder de naam Mantas (in 1984 veranderd in Death) en na vele line-up-wisselingen en 7 studioalbums opgeheven in 1999, om over te gaan in de band Control Denied. Schuldiner overleed op 13 december 2001 aan de gevolgen van een hersentumor. Death wordt door velen beschouwd als wellicht de belangrijkste deathmetalband ooit – ze hebben het genre in elk geval voor een belangrijk deel vormgegeven.

## Geschiedenis
In 1983 richt Charles Michael Schuldiner (artiestennaam ‘Chuck’) in Orlando een band op onder de naam Mantas (vernoemd naar de gitarist van Venom) samen met zanger/drummer Barney Kamalani Lee (artiestennaam Kam Lee) en gitarist Frederick DeLillo (artiestennaam Rick Rozz). Enkele rehearsal tapes en de demo Death By Metal werden opgenomen alvorens de bandnaam in 1984 gewijzigd werd in Death. Onder de nieuwe naam wordt de Reign Of Terror demo uitgebracht. Op de volgende demo's, Infernal Death (maart 1985) en ‘Rigor Mortis’ (april 1985) blijkt Rick Rozz niet meer van de partij. In juni 1985 brengt de band een rehearsal uit met de van  Repulsion afkomstige Scott Carlson op bas en in augustus een rehearsal tape met daarop de tevens van Repulsion afkomstige Matt Olivo op gitaar.
Schuldiner verhuist vervolgens naar Florida, waar hij op zoek gaat naar nieuwe muzikanten. De line-up met Schuldiner op gitaar en zang, Erik Meade op bas en Eric Brecht (van D.R.I.) op drums neemt de demo Back from the Dead op. Het gaat allemaal niet naar wens voor Chuck en ook deze incarnatie houdt op te bestaan. In 1986 verhuist hij naar Canada om lid te worden van de groep Slaughter. Ook dit wordt geen succes en na twee weken verhuist Chuck naar San Francisco. Hier maakt hij contact met drummer Chris Reifert. Het duo brengt in 1986 Mutilation uit, welke leidt tot een platencontract bij Combat Records.
In 1987 verschijnt dan het eerste full length album van Death, genaamd Scream Bloody Gore. Weliswaar staat gitarist John Hand op de hoes vermeld, maar het album werd volledig opgenomen door het duo Schuldiner/Reifert. Chuck besluit terug te verhuizen naar Florida, hetgeen zijn samenwerking met Reifert beëindigt. Reifert richt hierna zijn band Autopsy op.
Schuldiner stelt een nieuwe line-up samen met de terugkerende Rick Rozz. Rozz neemt de ritmesessie van zijn andere band Massacre mee: Terry Butler op bas en Bill Andrews op drums. Het nieuwe viertal neemt het album Leprosy op. Het titelnummer Leprosy en het nummer Pull The Plug groeien uit tot klassiekers. Vlak voor het laatste deel van de promotietour wordt Rick Rozz alweer ontslagen door Schuldiner. Tijdens de tour in Mexico wordt hij vervangen door invaller Paul Masvidal.
Op het album Spiritual Healing is James Murphy de nieuwe tweede gitarist (later bekend van onder andere Obituary en Testament). Het album heeft een minder zware productie en ook de zang is minder diep dan voorheen. Toch levert het album enkele klassieke nummers op als 'Spiritual Healing', 'Living Monstrosity' en 'Genetic Reconstruction'. Murphy, Andrews en Butler geven onder de naam Death enkele optredens tijdens de tour Spiritual Healing, als voorprogramma van Kreator, zonder Schuldiner, maar met hulp van leden van de band Devastation. Schuldiner is woest en ontslaat vervolgens de gehele band. James Murphy treedt hierna toe tot Obituary en Andrews en Butler richten samen met Rick Rozz en Kam Lee Massacre opnieuw op.
Vanaf het vierde album, Human uit 1991, (waarop Schuldiners wederom totaal vernieuwde begeleidingsband bestaat uit onder andere leden van de band Cynic) valt de band op vanwege zijn techniek. Het album is technischer en bij vlagen catchy, maar zwaarder en duisterder dan zijn voorganger. Het nummer 'Lack Of Comprehension' krijgt een videoclip en wordt publieksfavoriet. Human wordt achteraf door fans beschouwd als een van de beste albums uit de carrière van Death. Na dit album breken de leden van Schuldiners begeleidingsband door met hun eigen band Cynic en Schuldiner verzamelt wederom nieuwe leden om zich heen.
Ondanks onder andere het klassieke The Philosopher schieten naar de mening van veel fans de muzikale hoogstandjes te ver door op het album Individual Thought Patterns uit 1993 (met onder andere Gene Hoglan, ex-Dark Angel, op drums en Andy Laroque (King Diamond) op gitaar). Death revancheert zich met Symbolic (1995).
In 1996 wordt een periode van bezinning ingelast. De leden gaan hun eigen weg en Schuldiner richt de band Control Denied op. Met deze nieuwe Control Denied-leden neemt Schuldiner nog een laatste Death-album op, Sound of Perseverance. Op het album, dat muzikaal een logisch vervolg is op zijn voorganger Symbolic, vallen vooral de schellere vocalen van Schuldiner op en de melodieuzere sound – zonder dat die afbreuk doet aan de intensiteit. In 1998 neemt Death een livealbum Live in LA - Death & raw op tijdens een optreden van de tour die het laatste studioalbum begeleidt en dat als een soort live 'greatest hits' kan worden beschouwd.

## Discografie

### Demo's
- Death by Metal (demo onder de naam Mantas, 1984)
- Reign of Terror (demo, 1984)
- Live at Ruby's Pub (live-demo, 1984)
- Infernal Death (demo, 1985)
- Rigor Mortis (demo, 1985)
- Back from the Dead (demo, 1985)
- Mutilation (demo, 1986)

### Studioalbums
- Scream Bloody Gore (1987)
- Leprosy (1988)
- Spiritual Healing (1990)
- Human (1991)
- Individual Thought Patterns (1993)
- Symbolic (1995)
- Sound of Perseverance (1998)

### Live-albums
- Live in L.A.: Death & Raw (opname 1998, uitgave 2001)
- Live in Eindhoven (opname 1998, uitgave 2001)

### Verzamelalbum
- Fate: The Best Of Death (1992)

| Album met eventuele hitnotering(en) in de Nederlandse Album Top 100 | Datum van verschijnen | Datum van binnenkomst | Hoogste positie | Aantal weken | Opmerkingen |
| ------------------------------------------------------------------- | --------------------- | --------------------- | --------------- | ------------ | ----------- |
| Individual Thought Patterns                                         | 1993                  | 24-07-1993            | 86              | 3            |             |
| Symbolic                                                            | 1995                  | 15-04-1995            | 68              | 6            |             |
| The Sound Of Perserverance                                          | 1998                  | 19-09-1998            | 93              | 1            |             |

## Bandleden
- Chuck Schuldiner - Slag- en solo gitaar, zang, en componist (1983-2001)
- Kam Lee (Barney Lee) - Drums, zang (1983-1985)
- Rick Rozz (Frederick DeLillo) - Gitaar (1983-1985, 1987-1989)
- Scott Carlson - Basgitaar (1985)
- Matt Olivio - Gitaar (1985)
- Eric Bregt - Drums (1985)
- Eric (achternaam onbekend) - Basgitaar (1985)
- John Hand - Gitaar (Heeft echter nooit live of op een album gespeeld) (1987)
- Albert Gonzalez - Gitaar (1990)
- Chris Reifert - Drums (1986-1987)
- Terry Butler - Basgitaar (1987-1990)
- Bill Andrews - Drums (1987-1990)
- James Murphy - Gitaar (1990)
- Steve DiGiorgio - Basgitaar (1986, 1991, 1993)
- Walter Trachsler - Gitaar (1990)
- Louie Carrisalez - Zang (1990)
- Sean Reinert - Drums (1991-1992)
- Skott Carino - Basgitaar (1990-1991)
- Luc Planken - Basgitaar (1992)
- Paul Masvidal - Gitaar (1990-1991)
- Gene Hoglan - Drums (1993-1995)
- Andy LaRocque (Anders Allhage) - Gitaar (1993)
- Ralph Santolla - Gitaar (1993)
- Craig Locicero - Gitaar (1993)
- Kelly Conlon - Basgitaar (1995)
- Chris Williams - Drums (1996)
- Bobby Koelble - Gitaar (1995)
- Richard Christy - Drums (1996-1999)
- Scott Clendenin - Basgitaar (1996-1999)
- Shannon Hamm - Gitaar (1996-1999)
- Mark Leon Gunter - Drums (1999-2001)